# Vila Vila (Cercado)
Vila Vila (conocido también como Vila Vila "A") es una localidad boliviana perteneciente al municipio de Caracollo de la Provincia Cercado en el Departamento de Oruro. En cuanto a distancia, Vila Vila se encuentra a 165 km d. La Paz y a 64 km de Oruro, la capital departamental. La localidad forma parte de la Ruta Nacional 1 de Bolivia (Doble Vía).  
Según el último censo de 2012 realizado por el Instituto Nacional de Estadística de Bolivia (INE), la localidad cuenta con una población de 464 habitantes y está situada a 3.883 metros sobre el nivel del mar.

## Historia
El 9 de noviembre de 2019, durante las protestas nacionales de ese año, se suscitaron hechos de violencia en la carretera a proximidades de Vila Vila. Los integrantes de una caravana compuesta por cívicos y universitarios que había partido desde la ciudad de Potosí y se dirigía a La Paz, sufrieron agresiones con piedras, dinamita y gases lacrimógenos por parte de personas afines al entonces gobierno de Evo Morales, resultando en un saldo de más de 60 personas heridas, según un informe del GIEI. Así mismo se presentaron hechos de violencia sexual en contra de mujeres y la toma de rehenes.

## Demografía
La población de la localidad ha aumentado en aproximadamente más de 200% en las últimas dos décadas:
| Año  | Población | Fuente |
| ---- | --------- | ------ |
| 1992 | 186       | Censo  |
| 2001 | 477       | Censo  |
| 2012 | 464       | Censo  |